# Kévin Nzuzi
Mayingila N'Zuzi Mata (Parijs, 17 mei 1994), ook bekend als Kévin Nzuzi, is een Congolees-Frans voetballer die sinds 2024 uitkomt voor Esenler Erokspor. Nzuzi speelt doorgaans als aanvaller.

## Carrière
Nzuzi startte zijn seniorencarrière bij Chamois Niortais. Daarna speelde hij in Frankrijk voor FC Chambly, Paris Saint-Germain B, Boulogne-Billancourt, USL Dunkerque en Red Star FC. Bij Red Star scoorde hij enkel in de bekerwedstrijden tegen CO Les Ulis en Avenir de Theix.
In augustus 2020 ondertekende hij een contract voor één seizoen bij de Belgische tweedeklasser RWDM. Daar werd hij in zijn eerste seizoen clubtopschutter met acht competitiedoelpunten. In april 2021 werd zijn contract er met één seizoen verlengd. Nzuzi begon goed aan het seizoen 2021/22 met een goal en een assist tegen Excel Moeskroen op de openingsspeeldag, maar bleef vervolgens elf wedstrijden op rij zonder doelpunt (negen competitie- en twee bekerwedstrijden). Op de elfde competitiespeeldag scoorde hij de eerste twee goals in het 3-3-gelijkspel tegen Lierse Kempenzonen. Nzuzi sloot het seizoen opnieuw af als clubtopschutter, ditmaal met zeven doelpunten. RWDM plaatste zich dat seizoen voor barragewedstrijden tegen RFC Seraing met als inzet een plaatsje in de Jupiler Pro League, maar beet daarin in het zand. Nzuzi miste door een schorsing de heenwedstrijd.
Op 5 juni 2022, een kleine week na de gemiste promotie van RWDM, kondigde Nzuzi zijn vertrek bij de club aan. Later die maand tekende hij bij de Turkse tweedeklasser Tuzlaspor. Daar behaalde hij in zijn eerste seizoen meteen dubbele cijfers qua goals: Nzuzi scoorde negenmaal in de competitie en trof ook raak in de bekerwedstrijd tegen Bursa Yıldırımspor, waarin Tuzlaspor na verlengingen aan het langste eind trok.
In januari 2024 versierde Nzuzi een transfer naar de Chinese eersteklasser Nantong Zhiyun FC. Op 17 mei 2024 scoorde hij zijn eerste doelpunt op het hoogste niveau in de 5-2-nederlaag tegen Zhejiang Professional FC. Na een halfjaar in de China Super League keerde Nzuzi terug naar Turkije, waar hij voor tweedeklasser Esenler Erokspor ging spelen.

## Clubstatistieken
| Seizoen         | Club            | Land               | Competitie           | Competitie | Competitie | Beker | Beker | Supercup | Supercup | Europees | Europees | Totaal | Totaal |
| Seizoen         | Club            | Land               | Competitie           | Wed.       | Dlp.       | Wed.  | Dlp.  | Wed.     | Dlp.     | Wed.     | Dlp.     | Wed.   | Dlp.   |
| --------------- | --------------- | ------------------ | -------------------- | ---------- | ---------- | ----- | ----- | -------- | -------- | -------- | -------- | ------ | ------ |
| 2019/20         | Red Star FC     | Vlag van Frankrijk | Championnat National | 16         | 0          | 4     | 3     | —        | —        | —        | —        | 20     | 3      |
| 2020/21         | RWDM            | Vlag van België    | Eerste klasse B      | 25         | 8          | 1     | 0     | —        | —        | —        | —        | 26     | 8      |
| 2021/22         | RWDM            | Vlag van België    | Eerste klasse B      | 24         | 7          | 2     | 0     | —        | —        | —        | —        | 26     | 7      |
| 2022/23         | Tuzlaspor       | Vlag van Turkije   | TFF 1. Lig           | 32         | 9          | 2     | 1     | —        | —        | —        | —        | 34     | 10     |
| 2023/24         | Tuzlaspor       | Vlag van Turkije   | TFF 1. Lig           | 10         | 3          | 0     | 0     | —        | —        | —        | —        | 10     | 3      |
| Carrière totaal | Carrière totaal | Carrière totaal    | Carrière totaal      | 107        | 27         | 9     | 4     | 0        | 0        | 0        | 0        | 116    | 31     |

Bijgewerkt op 12 december 2023.